# Кленовское сельское поселение (Свердловская область)
Кленовско́е сельское поселение — муниципальное образование в составе Нижнесергинского муниципального района. Относится к Западному управленческому округу.
Административный центр — село Кленовское.
Население — 3051 чел. (2023).

## География
Кленовское находится на западном склоне Уральских гор в пойме Бисерти, близ устья реки Пут. Другие реки — Шигая и Чёрная. На территории МО есть ряд искусственных прудов (Киселевский, Контугановский, Талицкий, Накоряковский) и природных источников родниковой воды (в с. Кленовское, д. Киселёвка, д. Контуганово, с. Накоряково). Главное богатство муниципалитета — леса (елово-пихтовые с примесью липы, березы и осины). Большие территории заняты соснами. Хотя земли поселения слабо разведаны, имеются данные о месторождениях: известняка, бокситов, торфа, бурых железняков и т. д. Имеются большие запасы гравия и строительного камня. Исследования подтвердили наличие на востоке поселения нефти и газа. Площадь территории — 71,46 км².

## История
Самое раннее упоминание о Кленовском находится в материалах Пермского государственного Архива: «зимняя Сибирская дорога построена в 1680 году, в бытность царствования Фёдора Алексеевича Романова. На этом Сибирском пути, приказом царя Верхотурскому воеводе Радиону Михайловичу Павлову велено строить крепости». Место под крепость верхотурские воевода Павлов и дьяк Дмитрий Афанасьев поручили выбрать оброчному крестьянину Якушке Соколову. При сопоставлении различных архивных источников, можно сделать вывод о начале строительства Кленовской крепости в 1692 году. В архивных документах Центрального Государственного Архива Древних Актов в г. Москве, от августа 1834 года указано, что село Кленовское именуется крепостью.
На первой карте горного Урала, составленной Афанасием Кичигиным, в 1737 году были занесены крепости — Гробово поле, Кленовская, Киргишанская, Бисертская, а согласно архивным документам Центрального государственного архива Древних Актов «… Острог Кленовской в числе других сёл был приписан к построенному в 1737 году городу Осте[1]».
Возникнув как острог, с началом строительства Московского тракта село начинает быстро расти и развиваться. Наряду с земледелием и животноводством, в нём появляются небольшие промышленные предприятия. Скоро в радиусе 15 км от Кленовой образовались ещё 24 деревни и более 50 хуторов, дав начало Кленовской волости.
В 1914 г. через село прошла железнодорожная магистраль.
В 1917 г. острог Кленовской (позднее село Кленовское) приписан к Красноуфимскому уезду.
Весной 1918 г. создан Кленовской волостной исполнительный комитет рабочих и крестьянских депутатов (позднее переименован в Кленовской Сельский Совет народных депутатов).
В конце 1970-х гг. построен второй главный путь магистрали Екатеринбург—Казань—Москва, а в 1982-её электрификация (участок Дружинино-Красноуфимск)
16 декабря 1991 г. Постановлением главы администрации Нижнесергинского района № 1 прекращена деятельность исполнительного комитета Кленовского Сельского Совета, правопреемником которого является глава администрации Кленовского сельсовета.
15 марта 1994 г. Постановлением главы администрации Нижнесергинского района № 72 высшим органом местного самоуправления является коллегиальный орган администрации, состоящий из избранных старост селений, находящихся на территории администрации Кленовского Сельского Совета.
17 декабря 1995 г. по итогам местного референдума администрация Кленовского Сельсовета входит в состав Нижнесергинского МО Свердловской области.
1 ноября 2001 г. Решением Думы Нижнесергинского муниципального образования № 89 принята новая редакция Устава Нижнесергинского муниципального образования, согласно которому администрация Кленовского сельсовета является органом местного самоуправления.
27 декабря 2004 г. законом Свердловской области Нижнесергинское муниципальное образование наделено статусом муниципального района в составе 6-ти вновь образованных муниципальных образований. Одно из них — Кленовское сельское поселение.
14 Октября 2012 г. Прошли выборы Главы Кленовского сельского поселения. Главой стал Матвеев Александр Леонидович

## Население
| 2010  | 2011  | 2012  | 2013  | 2014  | 2015  | 2016  |
| ----- | ----- | ----- | ----- | ----- | ----- | ----- |
| 4557  | ↘4474 | ↘4261 | ↘4100 | ↘3969 | ↘3869 | ↘3791 |
| 2017  | 2018  | 2019  | 2020  | 2021  | 2023  |       |
| ↘3670 | ↘3645 | ↘3596 | ↘3575 | ↘3087 | ↘3051 |       |

## Состав сельского поселения
| №  | Населённый пункт | Тип населённого пункта       | Население |
| -- | ---------------- | ---------------------------- | --------- |
| 1  | Атняшка          | деревня                      | ↘3        |
| 2  | Васькино         | деревня                      | ↘328      |
| 3  | Киселевка        | деревня                      | ↘109      |
| 4  | Кленовское       | село, административный центр | ↘822      |
| 5  | Ключевая         | посёлок                      | ↘812      |
| 6  | Контуганово      | деревня                      | ↘202      |
| 7  | Контугановский   | посёлок                      | ↘13       |
| 8  | Красный Партизан | деревня                      | ↗10       |
| 9  | Малиновый        | посёлок                      | ↘43       |
| 10 | Накоряково       | село                         | ↘246      |
| 11 | Отевка           | деревня                      | ↘127      |
| 12 | Сосновый Бор     | деревня                      | ↘71       |
| 13 | Старобухарово    | село                         | ↘196      |
| 14 | Талица           | деревня                      | ↘85       |
| 15 | Упея             | деревня                      | ↗4        |
| 16 | Уразаево         | деревня                      | ↘16       |

## Экономика

### Транспорт
На территории поселения проходит железнодорожная магистраль «Екатеринбург—Казань—Москва» Горьковской железной дороги (ост.пункт 1501 км перегона Кленовской-Ключевая)